# Nedre Tatra
Nedre Tatra eller Lave Tatra (slovakisk: Nízke Tatry ; ungarsk: Alacsony-Tátra ) er en bjergkæde i de indre vestlige Karpater i det centrale Slovakiet .
Det ligger syd for den egentlige Tatra, hvorfra det adskilles af dalene i Váh- og Popradfloderne. Dalen dannet af Hronfloden ligger syd for Nedre Tatra-området. Bjergryggen er omkring 80 km lang, og løber vest-øst.
Čertovica-passet opdeler bjergkæden i to. De højeste toppe i de lave Tatraer ligger i den vestlige del. Ďumbier er det højeste bjerg ved 2.042 moh. Dens nabo Chopok (2.024 moh.) er tilgængelig med en stolelift, og er det mest besøgte sted i de Nedre Tatraer. Andre toppe i den vestlige del inkluderer Dereše (2.004 moh.) og Chabenec (1.955 moh.). Den højeste top i den østlige del er Kráľova hoľa (1.946 moh.). De bedste udsigter i den vestlige del er Veľká Chochuľa, Salatín, Chabenec, Skalka, Chopok, Ďumbier, Siná, Poludnica og Baba.
Der ligger adskillige Karstområder med kalksten og dolomitlag på den sydlige og nordlige del af den vigtigste højderyg, som er sammensat af granit og gnejs . Blandt mange opdagede grotter er Bystrianska jasky, Jaskyňa mŕtvych netopierov , Demänovská jaskyňa Slobody, Demänovská ľadová jaskyňa og Važecká jask. Den største kløft er Hučiaky under Salatín i Ludrová-dalen nær Ružomberok . Det højeste vandfald er under Brankov nær Ružomberok - Podsuchá (55 m højt), der kan nås med markeret (grøn) sti fra Podsuchá (20 min). Den største bjergsø er Vrbické pleso i Demanovska Dolinadalen.
Bjergene er tæt skovklædte, og deres rige fauna inkluderer bjørn, ulv og los. De alpine enge er levested for den truede tatra gemse (Rupicapra rupicapra tatrica)

## Nationalpark
De meste af Nedre Tatra er beskyttet af de Nedre Tatra Nationalpark ( Národný park Nízke Tatry), grundlagt i 1978. Nationalparkens område er 728 km² og bufferzonen tager 1.102 km², 1.830 km² i alt.

## Turisme
Turisme er meget populær i Nedre Tatra. Om vinteren er der flere skisportsstede, for eksempel Jasná, Mýto pod Ďumbierom og Tále. De er ikke kun knudepunkter for vandre- og langrendsspor, men Jasna er det største skisportssted i Centraleuropa og sammen med turistbyen Liptovsky Mikulas tilbydes også en række sommeraktiviteter såsom rafting, kajakroning, sejlsport på søen, fiskeri, et badeland med varme kilder og vandreture. De stejle nordlige skråninger i området er populære blandt klatrere. Der er også en 18-hullers golfbane nær Tále. Stien for heltene fra det slovakiske nationale oprør følger bjergkædens akse. Øverst er der flere hytter eller hoteller, der kan tilbyde overnatning for dem, der ønsker at krydse hele området fra øst til vest. Nedre Tatra er også et populært rejsemål for tjekkiske turister.